# NGC 5080
NGC 5080 (również PGC 46440) – galaktyka eliptyczna (E?), znajdująca się w gwiazdozbiorze Panny. Odkrył ją Edward Singleton Holden 27 kwietnia 1881 roku.